# オーバーマスター
「オーバーマスター」は、星井美希（長谷川明子）・我那覇響（沼倉愛美）・四条貴音（原由実）のシングル。2008年12月10日に日本コロムビアから発売された。

## 概要
正式なタイトルは「THE IDOLM@STER MASTER SPECIAL 961 “オーバーマスター”」であり、『MASTER SPECIAL』シリーズに含まれ、表題曲「オーバーマスター」は、PSP専用ゲーム『THE IDOLM@STER SP』の挿入歌である。このCDの発売に先駆け、2008年11月21日 - 2008年12月3日までの期間限定で同楽曲のゲームバージョンが携帯サイトであるアニメロミックス「アニメロ☆うた」において着うたとして無料配信された。
同時発売となったColorful Daysとの同時購入特典として先着で「ミニのぼりとイベント応募ハガキ」がメーカー特典としてプレゼントされた。
通常盤のほか、DVD付きの初回限定盤も販売され、このDVDには「961プロ オーバーマスター 先行プロモーションビデオ」、「TOKYO GAME SHOW 2008 プロモーション映像」、「ゲーム先行映像『ライバルとの出会い（プロデューサー編）』」、[長谷川明子・沼倉愛美・原由実へのインタビュー」が収録された。

## 収録曲
1. オーバーマスター（M@STER VERSION） [4:47]
歌：星井美希（長谷川明子）・我那覇響（沼倉愛美）・四条貴音（原由実）
作詞：NBGI（mft）、作曲・編曲：NBGI（中川浩二）、編曲：NBGI（増渕裕二）
2. KisS [4:29]
歌：星井美希（長谷川明子）・我那覇響（沼倉愛美）・四条貴音（原由実）
作詞：yura Dark、作曲：橋本由香利
3. 聖なる夜に
歌：星井美希（長谷川明子）・我那覇響（沼倉愛美）・四条貴音（原由実）
作詞・作曲・編曲：ケツメイシ
4. オーバーマスター (M@STER VERSION) (オリジナル・カラオケ) [4:47]
作詞：NBGI（mft）、作曲・編曲：NBGI（中川浩二）、編曲：NBGI（増渕裕二）
5. KisS (オリジナル・カラオケ)
作詞：yura Dark、作曲：橋本由香利

## 収録作品
| 発売日           | 作品名                                                        | 歌                                                                        | 備考                                                           |
| オーバーマスター | オーバーマスター                                              | オーバーマスター                                                          | オーバーマスター                                               |
| ---------------- | ------------------------------------------------------------- | ------------------------------------------------------------------------- | -------------------------------------------------------------- |
| 2008年 12月10日  | THE IDOLM@STER MASTER SPECIAL 961 “オーバーマスター”          | 星井美希（長谷川明子）、我那覇響（沼倉愛美）、四条貴音（原由実）          |                                                                |
| 2009年 4月1日    | THE IDOLM@STER MASTER SPECIAL 03 如月千早・我那覇響           | 我那覇響（沼倉愛美）                                                      |                                                                |
| 5月13日          | THE IDOLM@STER MASTER SPECIAL 04 萩原雪歩・四条貴音           | 萩原雪歩（落合祐里香）                                                    |                                                                |
| 2010年 6月2日    | THE IDOLM@STER BEST OF 765+876=!! VOL.02                      | 星井美希（長谷川明子）、我那覇響（沼倉愛美）、四条貴音（原由実）          |                                                                |
| 2011年 6月25日   | THE IDOLM@STER MASTERBOX VII                                  | 天海春香（中村繪里子）                                                    | ゲームサイズ。                                                 |
| 2011年 6月25日   | THE IDOLM@STER MASTERBOX VII                                  | 星井美希（長谷川明子）                                                    | ゲームサイズ。                                                 |
| 2011年 6月25日   | THE IDOLM@STER MASTERBOX VII                                  | 如月千早（今井麻美）                                                      | ゲームサイズ。                                                 |
| 2011年 6月25日   | THE IDOLM@STER MASTERBOX VII                                  | 四条貴音（原由実）                                                        | ゲームサイズ。                                                 |
| 2011年 6月25日   | THE IDOLM@STER MASTERBOX VII                                  | 双海亜美 / 真美（下田麻美）                                               | ゲームサイズ。                                                 |
| 2011年 6月25日   | THE IDOLM@STER MASTERBOX VII                                  | 萩原雪歩（浅倉杏美）                                                      | ゲームサイズ。                                                 |
| 2011年 6月25日   | THE IDOLM@STER MASTERBOX VII                                  | 高槻やよい（仁後真耶子）                                                  | ゲームサイズ。                                                 |
| 2011年 6月25日   | THE IDOLM@STER MASTERBOX VII                                  | 菊地真（平田宏美）                                                        | ゲームサイズ。                                                 |
| 2011年 6月25日   | THE IDOLM@STER MASTERBOX VII                                  | 秋月律子（若林直美）                                                      | ゲームサイズ。                                                 |
| 2011年 6月25日   | THE IDOLM@STER MASTERBOX VII                                  | 我那覇響（沼倉愛美）                                                      | ゲームサイズ。                                                 |
| 2011年 6月25日   | THE IDOLM@STER MASTERBOX VII                                  | 三浦あずさ（たかはし智秋）                                                | ゲームサイズ。                                                 |
| 2011年 6月25日   | THE IDOLM@STER MASTERBOX VII                                  | 水瀬伊織（釘宮理恵）                                                      | ゲームサイズ。                                                 |
| 2013年 11月20日  | THE IDOLM@STER 765PRO ALLSTARS+ GRE@TEST BEST! -COOL&BITTER!- | 星井美希（長谷川明子）、我那覇響（沼倉愛美）、四条貴音（原由実）          |                                                                |
| 2018年 6月13日   | THE IDOLM@STER STELLA MASTER ENCORE shy→shining               | 詩花（高橋李依）                                                          |                                                                |
| 2022年 4月13日   | THE IDOLM@STER STARLIT SEASON 04                              | 星井美希（長谷川明子）、我那覇響（沼倉愛美）、四条貴音（原由実）、DIAMANT |                                                                |
| 2024年 8月24日   | 961 PRODUCTION presents 『Re:FLAME』会場オリジナルCD          | 星井美希（長谷川明子）、我那覇響（沼倉愛美）、四条貴音（原由実）          | 「Rio Hamamoto Rearrange」。アレンジはBNSI(濱本理央)。         |
| KisS             |                                                               |                                                                           |                                                                |
| 2008年 12月10日  | THE IDOLM@STER MASTER SPECIAL 961 “オーバーマスター”          | 星井美希（長谷川明子）、我那覇響（沼倉愛美）、四条貴音（原由実）          |                                                                |
| 2010年 6月2日    | THE IDOLM@STER BEST OF 765+876=!! VOL.02                      | 星井美希（長谷川明子）、我那覇響（沼倉愛美）、四条貴音（原由実）          |                                                                |
| 2013年 11月20日  | THE IDOLM@STER 765PRO ALLSTARS+ GRE@TEST BEST! -COOL&BITTER!- | 星井美希（長谷川明子）、我那覇響（沼倉愛美）、四条貴音（原由実）          |                                                                |
| 2014年 7月23日   | The Remixes Collection THE IDOLM@STER TO D@NCE TO             |                                                                           | 「KisS -Hiroyuki Kawada Remix-」。アレンジはBNSI（川田宏行）。 |
| 2015年 6月3日    | THE IDOLM@STER MASTER ARTIST 3 06 四条貴音                    | 四条貴音（原由実）                                                        |                                                                |
| 2024年 8月24日   | 961 PRODUCTION presents 『Re:FLAME』会場オリジナルCD          | 星井美希（長谷川明子）                                                    |                                                                |